# Väster-Rocksjön
Väster-Rocksjön är en sjö i Örnsköldsviks kommun i Ångermanland och ingår i Ångermanälvens huvudavrinningsområde. Sjön har en area på 0,282 kvadratkilometer och ligger 337,1 meter över havet. Sjön avvattnas av vattendraget Tärnickån.

## Delavrinningsområde
Väster-Rocksjön ingår i det delavrinningsområde (707374-156326) som SMHI kallar för Mynnar i Degerforsens Dämn.Omr. Medelhöjden är 323 meter över havet och ytan är 74,54 kvadratkilometer. Det finns inga avrinningsområden uppströms utan avrinningsområdet är högsta punkten. Tärnickån som avvattnar avrinningsområdet har biflödesordning 2, vilket innebär att vattnet flödar genom totalt 2 vattendrag innan det når havet efter 137 kilometer. Avrinningsområdet består mestadels av skog (61 procent) och sankmarker (29 procent). Avrinningsområdet har 1,84 kvadratkilometer vattenytor vilket ger det en sjöprocent på 2,5 procent.